# Cancellalata
Cancellalata là một chi bướm đêm thuộc họ Geometridae.

## Các loài
- Cancellalata fletcheri
- Cancellalata subumbrata